# Place Afonso de Albuquerque
La place Afonso de Albuquerque (en portugais : Praça Afonso de Albuquerque est une place située dans le quartier de Belém à Lisbonne au Portugal.

## Situation
Elle est située en face du palais national de Belém, un palais du XVIIIe siècle qui est aujourd'hui la résidence de la présidence de la République du Portugal. Elle tient son nom du second gouverneur de l'Inde portugaise, Afonso de Albuquerque et offre la plus belle vue sur le palais.
Elle possède un monument en style néo-manuélin des artistes Silva Pinto et Costa Mota tio, inauguré en 1902. Le monument supporte une statue en bronze d'Afonso de Albuquerque et des bas-reliefs qui évoquent sa vie.
C'est depuis cette place que Marie Ire de Portugal et Jean VI de Portugal quittèrent le Portugal pour Rio de Janeiro en 1807, à la suite de l'invasion du pays par les troupes napoléoniennes.

## Source de la traduction
- (en) Cet article est partiellement ou en totalité issu de l’article de Wikipédia en anglais intitulé « Afonso de Albuquerque Square » (voir la liste des auteurs).